# Eckart Afheldt
Eckart Afheldt (* 15. August 1921 in Neustettin/Pommern; † 3. Dezember 1999 in Walldürn) war ein Brigadegeneral des Heeres der Bundeswehr und zuletzt stellvertretender Divisionskommandeur und Kommandeur der Divisionstruppen der 4. Jägerdivision.

## Leben

### Wehrmacht
Afheldt trat nach dem Abitur am humanistischen Gymnasium im September 1939 als Fahnenjunker in das Infanterieregiment 21 ein. Im Dezember 1941 wurde er zum Leutnant und im Februar 1942 zum Oberleutnant ernannt. Er durchlief Verwendungen als Gruppenführer und Zugführer, Kompaniechef und war zuletzt Bataillonskommandeur des II. Bataillons des Jäger-Regiments 2 „Brandenburg“. Am 31. Januar 1945 konnte er als Bataillonskommandeur, mit Unterstützung der unterstellten Sturmgeschütze und Panzerjäger, zahlreiche sowjetische Panzerfahrzeuge im Ort Neu-Wiersewitz und am nahegelegenen Waldrand vernichten. Für diesen Einsatz erhielt er das Ritterkreuz. Am 1. März 1945 wurde er rückwirkend zum 30. Januar 1945 zum Hauptmann ernannt. Im Mai 1945 geriet er in sowjetische Kriegsgefangenschaft.

### Nach dem Zweiten Weltkrieg
Bereits im Juli 1945 wurde Afheldt aus der Kriegsgefangenschaft entlassen. Er begann danach eine Lehre als Maurer, im folgenden Jahr nahm er ein Architekturstudium auf. Ab 1950 arbeitete er bis zu seinem Eintritt in die Bundeswehr als Architekt und Büroleiter in einem Architekturbüro.

### Bundeswehr
1956 trat Afheldt in die Bundeswehr als Hauptmann ein und wurde zunächst in der Annahmeorganisation eingesetzt, anschließend war er Kompaniechef beim Panzergrenadierlehrbataillon. Nach diesen Verwendungen wurde er 1958 als Taktiklehrer an die Heeresoffizierschule III nach München versetzt. Im Anschluss folgte eine Verwendung als stellvertretender Kommandeur des Panzergrenadierlehrbataillons. Zum 1. Oktober 1960 wurde er zum Major ernannt. 1962 wurde er am 1. Oktober zum Oberstleutnant ernannt und übernahm den Dienstposten des Kommandeurs des Panzergrenadierbataillons 242 in Füssen. Sein Weg führte ihn danach erneut als Taktiklehrer an die Heeresoffizierschule III, bevor er im April 1969 unter Ernennung zum Oberst Lehrgruppenkommandeur an der Kampftruppenschule I in Hammelburg wurde. 1971 erhielt er ein weiteres Truppenkommando, als er Kommandeur der Panzerbrigade 15 in Koblenz wurde. Erneut wurde Afheldt 1974 nach Hammelburg zur Kampftruppenschule I versetzt, die er als Kommandeur bis 1977 führte. Zum 1. Oktober 1977 wurde er nach Regensburg versetzt, wo er bis zu seiner Pensionierung am 31. Oktober 1981 stellvertretender Divisionskommandeur und Kommandeur der Divisionstruppen der 4. Jägerdivision war.

## Auszeichnungen
Ahlfeldt wurde am 19. Mai 1941 das Eiserne Kreuz II. Klasse, am 16. Oktober 1942 das Eiserne Kreuz I. Klasse und am 17. März 1945 das Ritterkreuz des Eisernen Kreuzes verliehen. Zudem war er Träger des Verwundetenabzeichens in Gold.

## Sonstiges
Afheldt war verheiratet, Vater von acht Kindern und Hobbymaler.

## Werke
- Memoiren 1921-1996, Verlag Veit Scherzer, Jena 2023